# Татфондбанк
Татфондбанк (полное название — Публичное акционерное общество «Татфондбанк», до 22 декабря 2015 года — Открытое акционерное общество «Акционерный инвестиционный коммерческий банк „Татфондбанк“») — бывший российский коммерческий банк со штаб-квартирой в Казани, существовавший с 1994 по 2017 год. Входил в число 50 крупнейших банков РФ, занимая по величине активов по состоянию на 1 февраля 2017 года 42-е место в банковской системе РФ, также являлся вторым по величине активов банком Татарстана после банка «Ак Барс».

## Собственники и руководство
До введения временной администрации председателем правления банка являлся Роберт Мусин, депутат Государственного Совета Республики Татарстан и бывший министр финансов Татарстана (1998—2002).
По состоянию на конец января 2017 года ООО «Новая нефтехимия» владело 17,36 % уставного капитала, АО «Татспиртпром» — 14,866 %, АО «Татэнерго» — 14,235 %, Республика Татарстан в лице Министерства земельных и имущественных отношений Республики Татарстан — 8,862 %, ЗАО «Гелио-полис» — 8,458 %,
ООО «ДСК» — 7,492 %, ОАО «Ипотечное агентство Республики Татарстан» — 7,492 %, остальные акционеры владели долей уставного капитала менее 5 %

## Деятельность
Банк предоставлял все виды банковских услуг частным и корпоративным клиентам. Одним из главных направлений работы банка было кредитование физических и юридических лиц.

## Показатели
По состоянию на 1 декабря 2016 года активы составляли 214,2 млрд рублей, собственный капитал составлял 27,2 млрд рублей. По объёму активов банк занимал 42-е место в банковской системе РФ.
В структуру банка входило 89 офисов, которые помимо Татарстана располагались в ряде городов Башкортостана, Чувашии, Нижегородской области, в ряде крупных городов — в Москве, Санкт-Петербурге, Новосибирске, Екатеринбурге, Сургуте, Самаре, Саратове, Воронеже, Ижевске, Тольятти, Перми и Ярославле. Штат банка насчитывал примерно 3000 сотрудников.

## История

### 1990-е годы
28 апреля 1994 года было принято решение о создании Татфондбанка. 24 августа того же года была получена лицензия Центрального Банка РФ № 3058 на совершение кредитно-расчетных и других операций в рублях. Уставный капитал на момент создания банка составлял 500 тысяч рублей, в дальнейшем при проведении двух эмиссий акций в 1995 и 1996 году соответственно уставный капитал увеличился вначале до 6 миллионов, а затем — до 40 миллионов рублей.
В июле 1995 года АИКБ «Татфондбанк» преобразован в акционерное общество открытого типа.
17 октября 1997 года получена лицензия Центрального Банка РФ на совершение операций в иностранной валюте.
27 февраля 1998 года получена лицензия профессионального участника рынка ценных бумаг.

### 2000-е годы
В марте 2002 года банк приступил к выпуску пластиковых карт международной платёжной системы Europay/MasterCard банка «Зенит».
В 2010 году было объявлено о том, что обсуждается слияние «Татфондбанка» с банком «Ак Барс», запланированное на конец 2013 года, но в дальнейшем слияния не состоялось.
В 2011 году Татфондбанк вошёл в рейтинг тысячи банков мира (Top 1000 World Banks) по версии известного британского издания The Banker.
В мае 2013 года Татфондбанк становится обладателем награды «Наиболее динамично развивающийся банк» премии «Банковское дело».
27 августа 2014 года на общем годовом собрании председателем совета директоров был избран председатель Кабинета министров Республики Татарстан Ильдар Халиков, в 2016 году он был переизбран председателем совета директоров.

### Введение временной администрации
7 декабря 2016 года Коммерсант сообщил, что комитет ЦБ по банковскому надзору в этот день рассмотрит план финансового оздоровления Татфондбанка в объёме 80 млрд рублей. О проблемах с ликвидностью Татфондбанка на рынке говорили как минимум с начала 2016 года. Проблемы, в частности, были вызваны тем, что республика Татарстан использовала банк как местный институт развития для финансирования инвестиционных проектов.
9 декабря 2016 года Татфондбанк ввёл ограничения на досрочное снятие вкладов. 12 декабря 2016 года Татфондбанк ввёл лимит на снятие наличных в банкоматах. 15 декабря 2016 года Банк России назначил временную администрацию в Татфондбанк.
26 декабря 2016 года президент Татарстана Рустам Минниханов поручил правоохранительным органам найти виновных в крахе банка. Главное следственное управление МВД по Республике Татарстан возбудило уголовное дело по ч. 4 ст. 159 УК РФ по факту хищения денежных средств, переданных в доверительное управление ООО "ИК «ТФБ Финанс», были задержаны ряд лиц, в том числе директор ООО "ИК «ТФБ Финанс» и заместители председателя правления Татфондбанка.
В конце февраля 2017 года группа компаний «ТАИФ» заявила о готовности стать санатором «Татфондбанка».

### Отзыв лицензии и последующие события
3 марта 2017 года приказом Центрального банка РФ лицензия на осуществление банковской деятельности у Татфондбанка была отозвана. По данным временной администрации, размер отрицательного капитала банка на момент отзыва лицензии составлял примерно 97 млрд рублей. Вечером того же дня Советский районный суд города Казани арестовал председателя правления банка Роберта Мусина.
На следующий день в Казани состоялся митинг вкладчиков «Татфондбанка», которые потребовали опротестовать решение Центробанка об отзыве лицензии. Ещё один митинг вкладчиков состоялся 7 марта 2017 года. Глава Татарстана Рустам Минниханов заявил о планах поддержки властями Татарстана малого бизнеса с помощью льготных кредитов и отверг идею активистов потребовать от крупных компаний республики отдать деньги клиентам «Татфондбанка». Оспаривание отзыва лицензии Минниханов назвал бессмысленным ввиду большого размера отрицательного капитала банка.
Прокуратура Вахитовского района г. Казани инициировала иски в интересах пострадавших вкладчиков «Татфондбанка». По инициативе Правительства Республики Татарстан была создана рабочая группа и, на основе базы Торгово-промышленной палаты Республики Татарстан, при содействии Адвокатской Палаты Республики Татарстан, оказывалась правовая помощь по судебной защите пострадавшим вкладчикам банка. Центральный банк РФ предъявил в Арбитражный суд Республики Татарстан иск к «Татфондбанку», ПАО «Нижнекамскнефтехим» и ООО «Новая нефтехимия» о признании недействительной сделки, в рамках которой «Новая нефтехимия» взяла на себя обязательства «Нижнекамскнефтехима» по кредиту на сумму 1,8 млрд руб., предоставленному «Татфондбанком».
15 марта 2017 года в рамках расследования уголовного дела в отношении Роберта Мусина были задержаны бывший первый заместитель председателя правления Татфондбанка Рамиль Насыров, директор входившей в число акционеров Татфондбанка компании ООО «Новая нефтехимия» Рамиль Сафин и директор ООО «Роял Тайм Групп» Елена Леушина.